# Aigáleo
Aigáleo (en grec : Αιγάλεω) parfois francisé en « Aigalée » comme la montagne voisine, est une municipalité de la banlieue ouest d'Athènes, en Grèce.

## Géographie
Aigaleo se trouve à 4 kilomètres à l'ouest du centre-ville d'Athènes.
Le dème a une superficie de 6 450 km2.
Aigaleo est au sud-est du mont Aigáleo (en).
Le fleuve Céphise traverse la partie orientale industrialisée de la commune dont un quart de la superficie est occupé par des installations industrielles.
Aigaleo regroupe des quartiers Kato Aigaleo, Neo Aigaleo, Damarakia, Lioumi, Rosika, Agios Spyridonas et Agios Georgios.

## Histoire
Dans les temps anciens, Aigaleo était principalement utilisée par les tribus d'Athènes pour l'agriculture et l'élevage d'animaux.
La ville était notamment connue pour son excellente viande de chèvre.
Clisthène, l'homme d'État et législateur athénien crédité de la création de la constitution qui a donné naissance au régime démocratique de l'Athènes antique, est né à Aigaleo.
Selon Hérodote, c'est du haut du mont Aigaleo que, en 480 avant JC, Xerxès observa la bataille de Salamine et la destruction de la flotte perse.
Même après la guerre d'indépendance grecque en 1821, la vie dans la région est restée largement rurale et agraire.
Après la prise de Smyrne (en) en 1922 pendant la guerre d'indépendance turque, la population d'Aigaleo a considérablement augmenté en raison de l'installation de réfugiés, principalement des côtes de l'Asie Mineure, de l'Assyrie et du  Pont, et est devenue un centre majeur pour les Assyriens en Grèce. Elle a aussi accueilli un grand nombre de réfugiés spécifiquement de la ville de Kydonies maintenant connue sous le nom d'Ayvalık.
Pendant la seconde Guerre mondiale, le (en) massacre d'Aigaleo y a eu lieu. C'est une exécution d'otages perpétrée par les forces d'occupation nazies le 29 septembre 1944. Le nombre officiel de victimes est de 65, mais des estimations vont jusqu'à environ 100 ou 150. Sur le site des exécutions, une stèle est érigée en hommage aux victimes.

## Population
Ville de la banlieue industrielle de l'ouest de la capitale grecque, Aigáleo est principalement peuplée d'ouvriers.
| 1951   | 1961   | 1971   | 1981   |
| ------ | ------ | ------ | ------ |
| 29 464 | 57 840 | 79 961 | 81 906 |

| 1991   | 2001   | 2011   | 2021   |
| ------ | ------ | ------ | ------ |
| 78 563 | 74 046 | 69 946 | 65 831 |

## Transports
Aigáleo est desservie par deux stations du métro d'Athènes : les stations Egaléo (en) et Agía Marína (en).
L'autoroute A1 (Athènes – Thessalonique – Evzonoi) traverse la ville.

## Sports
Son club sportif est l'AO Aigáleo. Ses personnalités les plus célèbres sont Ríta Abatzí, Kéti Garbí, Eléni Rándou et Giorgos Zampetas.

## Jumelages
| Ville | Ville             | Pays | Pays    |
| ----- | ----------------- | ---- | ------- |
|       | Leganés           |      | Espagne |
|       | Reggio de Calabre |      | Italie  |

## Personnalités
- Rita Abatzi, musicien grec
- Keti Garbi, chanteuse grecque